# ادوارد بنت
ادوارد بنت (انگلیسی: Edward Bennett؛ زادهٔ ۲۸ نوامبر ۱۹۵۰) یک کارگردان، و فیلم‌نامه‌نویس اهل بریتانیا است. فیلم او تعالی برنده خرس طلایی از جشنواره فیلم برلین شده است.